# 300 (만화)
《300》은 1998년 만화 작품으로, 원작 작화는 프랭크 밀러가, 착색은 린 배리가 맡았다. 테르모필레 전투와 스파르타의 레오니다스 1세의 일화를 각색한 스토리이다. 1962년 영화 《300 스파르탄》의 영향을 받았다. 2007년, 잭 스나이더 감독에 의해 제작된 동명 영화가 공개되었으며, 2014년 속편 《300: 제국의 부활》이 공개되었다.